# 산업단지
산업단지(産業團地, 영어: industrial park, industrial estate, trading estate)는 공장이 많고, 공업용으로 개발되어 산업관련 건물들이 있는 지역이다. 예전에는 공업단지(工業團地)를 줄여서 공단(工團)이라고도 하였다.

## 대한민국
대한민국에서 산업단지라는 용어는 산업입지 및 개발에 관한 법률에서 규정하고 있다. 동법에 의하면, 산업단지란 공장, 지식산업 관련 시설, 문화산업 관련 시설, 정보통신산업 관련 시설, 재활용산업 관련 시설, 자원비축시설, 물류시설 및 그 밖에 대통령령으로 정하는 시설과 이와 관련된 교육·연구·업무·지원·정보처리·유통 시설 및 이들 시설의 기능 향상을 위하여 주거·문화·환경·공원녹지·의료·관광·체육·복지 시설 등을 집단적으로 설치하기 위하여 포괄적 계획에 따라 지정·개발되는 일단(一團)의 토지로서 국가산업단지, 일반산업단지, 도시첨단산업단지 그리고 농공산업단지를 포괄하는 개념이다. (동법 제2조 참조)

## 중화인민공화국
중화인민공화국의 산업 단지는 홍콩, 주하이시, 마카오, 선전시 등 광둥 광역 경제권을 중심으로 하여, 공업지구가 조성되는 경제특구가 포스트 번화가의 역할을 의무적으로 수행된다. 대체적으로 보면 대한민국의 송도국제도시와 유사한 공업 지구가 조성되어 있으며, 일본에서는 볼법 할만한 곳이 없는 다른 산업단지로는 중국에서는 개혁의 붐을 타고, 미국이나 영국 등 경쟁 선진국을 제치고 중국 최대의 공업지구를 조성하고 있는 특이한 장소이기도 하다.

## 같이 보기
- 한국산업단지공단(KICOX)
- 구로디지털단지
- 가산디지털단지
- 반월국가산업단지
- 시화국가산업단지
- 녹산국가산업단지
- 혁신도시
- 센텀시티(일반산업단지)
  - 센텀혁신도시